# Anoglypta launcestonensis
Anoglypta launcestonensis är en snäckart som först beskrevs av Reeve 1853.  Anoglypta launcestonensis ingår i släktet Anoglypta och familjen Caryodidae. IUCN kategoriserar arten globalt som nära hotad. Inga underarter finns listade i Catalogue of Life.